# Мейс, Уилли
Уилли Ховард Мейс младший (англ. Willie Howard Mays, Jr, 6 мая 1931 — 18 июня 2024, Пало-Алто) — американский профессиональный бейсболист, выступавший в Главной лиге бейсбола на позиции центрфилда. За свою карьеру играл в командах «Нью-Йорк/Сан-Франциско Джайентс» и «Нью-Йорк Метс». В 1979 году за его заслуги Мейс был включён в бейсбольный Зал славы.
Мейс двадцать четыре раза участвовал в матчах всех звёзд МЛБ и дважды становился самым ценным игроком матча. За свою карьеру он сделал 660 хоум-ранов — третий показатель на то время и четвёртый на текущий момент. Он 12 раз выигрывал награду Голден Глоув. В 1999 году в списке 100 величайших бейсболистов журнала Sporting News он занял второе место, а позже в этом году был включён в сборную звёзд столетия МЛБ. Мейс является одним из пяти игроков НЛ, выбивавших более 100 RBI восемь сезонов подряд.

## Ранние годы
Мейс родился 6 мая 1931 года в Уэстфилде (штат Алабама). Его отец, названный в честь Президента США Уильяма Говарда Тафта, выступал за негритянскую бейсбольную команду местного сталелитейного завода. Его мать, Энни Саттеруайт, в школе занималась баскетболом и лёгкой атлетикой. Однако его родители официально не были замужем. В детстве Мейс часто оставался на попечение младших сестёр матери — Сары и Эрнестин, и позже Сара стала образцом женщины в его жизни. Уже с ранних лет отец начал привлекать сына к бейсболу и в пятилетнем возрасте Уилли играл вместе с отцом во дворе, а в десятилетнем ему уже позволяли сидеть на скамейке запасных на матчах отцовской команды.
Учась в промышленной школе Фэйрфилда Мейс участвовал во множестве видах спорта: в баскетболе он набирал в среднем за игру 17 очков, в американском футболе выбивал пантом дальше, чем на 40 ярдов, и играл на позиции квотербека.

## Профессиональная карьера

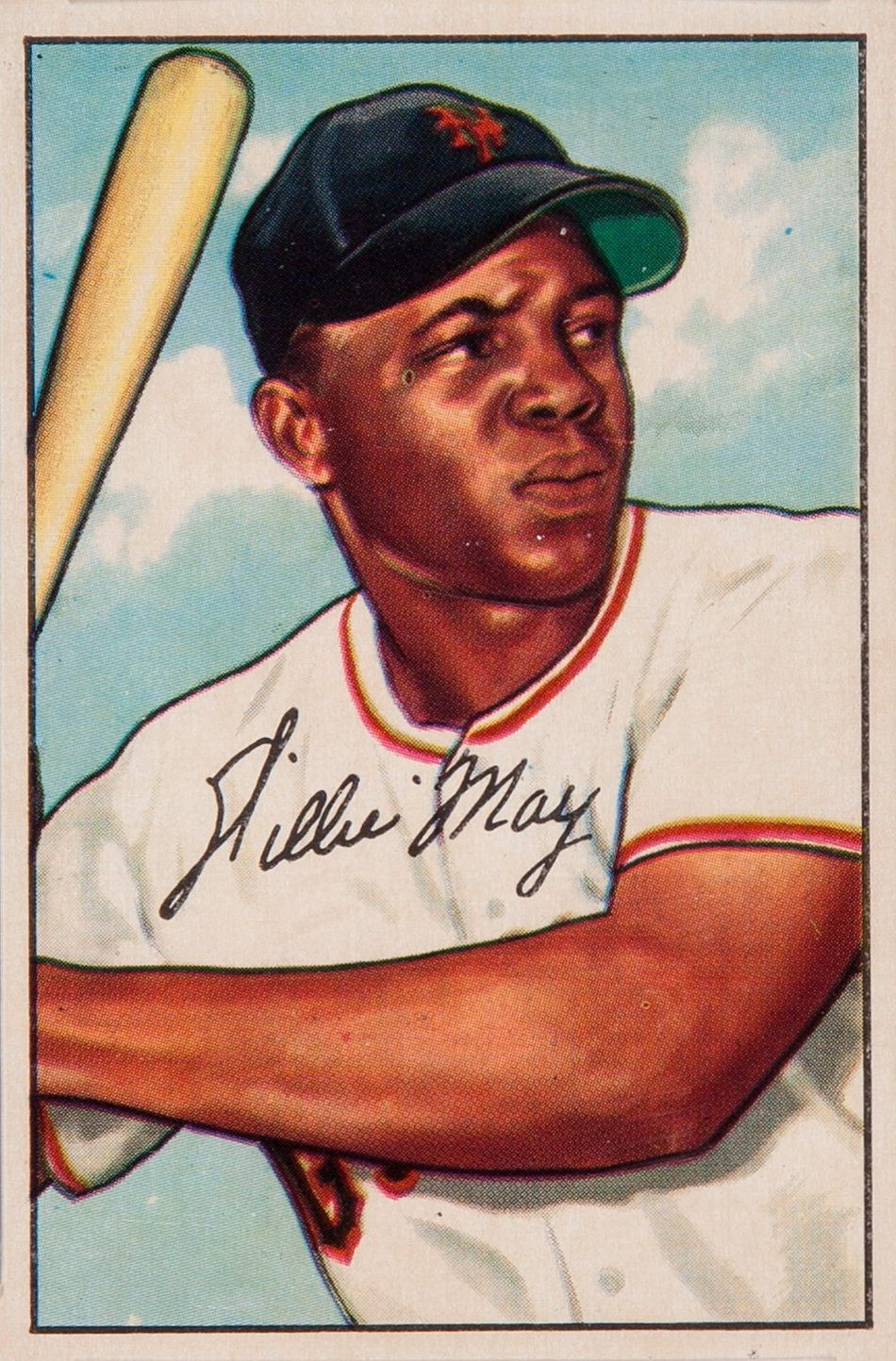
Уилли Мейс

### Негритянские лиги
Профессиональная карьера Мейса началась в 1947 году. Ещё во время учёбы в старшей школе он летом стал выступать за клуб «Чаттануга Чу-Чус» из Теннесси. Однако вскоре он покинул команду и вернулся в свой родной штат, где стал играть за «Бирмингем Блэк Баронс» из Негритянской американской лиги. Благодаря ему «Баронс» смогли стать чемпионами лиги и принять участие в Мировой серии Негритянской лиги 1948 года, в которой они проиграли «Хомстид Грейс» со счётом 4:1. В сезоне средняя реализация выходов на биту у Мэйса составила 26,2 % и он показал отличную игру в защите и в беге по базам. Однако выступления за профессиональные команды закрыли ему дорогу для выступлений в школьных спортивных командах Алабамы. Из-за этого у него начались проблемы со школьной администрацией, которая хотела, чтобы Уилли выступал за школу, что улучшило бы результаты команды и привлекло большее количество болельщиков на стадионы.
В последующие несколько лет скауты нескольких клубов МЛБ посылали своих скаутов, чтобы те посмотрели на игру Мейса. Первыми же открыли Уилли скаут «Бостон Брэйвз» Бад Мог, который наблюдал за ним целый год, а после рассказал о нём своему руководству. «Брэйвз» предложили «Баронс» за молодого игрока 7500 долларов наличными и затем ещё 7500 долларов в течение следующих 30 дней, а также самому Уилли 6000 долларов. Однако владелец «Баронс» Том Хейс не хотел отдавать своего игрока, полагая что тот поможет провести его команде хороший сезон. Кроме «Брэйвз» Мейсом заинтересовались скауты «Бруклин Доджерс», которые послали своего представителя, чтобы тот заключил сделку. Однако контракт с Уилли заключили «Нью-Йорк Джайентс», который подписали Мейса за 4000 долларов и отправили его в свой фарм-клуб уровня В в Трентоне (штат Нью-Джерси).

### Низшие лиги
После того, как в своём первом сезоне в Трентоне Мейс в среднем за сезон отбивал мячи с процентом 35,3, сезон 1951 года он начал в клубе уровня ААА «Миннеаполис Миллерс» из Американской ассоциации. В «Миллерс», где он выступал вместе с ещё двумя будущими членами бейсбольного Зала славы Хойтом Уилхелмом и Рейем Дэндриджем, не задержался надолго. Выбивая с процентом 47,7 в 35 играх он 24 мая 1951 года был вызван в основную команду «Джайентс». Эта новость пришла к нему, когда он был в кинотеатре в Су-Сити (штат Айова). Во время просмотра фильма на экране появилась большая надпись «УИЛЛИ МЭЙС, ПОЗВОНИ В СВОЮ ГОСТИНИЦУ». И уже на следующий день он дебютировал в МЛБ, приняв участие в матче против Филадельфии. Мейс переехал в Гарлем (Нью-Йорк), где его наставником стал бывший игрок «Гарлем Ренс» Френк Форбс.

### Высшая лига

#### Нью-Йорк Джайентс (1951—1957)
Карьера Мейса в высшей лиге началась не очень удачно — за первые 12 выходов на биту он не выбил ни одного хита. Однако уже на 13 раз он выбил хоум-ран после подачи будущего члена Зала славы Уоррена Спана. Позже Спан пошутил: «Я никогда не прощу себя. Мы могли бы избавиться от Уилли навсегда, если бы я только сделал ему тогда страйкаут». В течение сезона Мейс начал понемногу улучшать свои показатели и закончил регулярный чемпионат со средним процентом отбивания 27,4 %, 68 RBI и 20 хоум-ранами и выиграл награду Новичок года. В августе и сентябре «Джайентс» соперничали с «Доджерс» за титул чемпиона конференции, и благодаря хорошей игре Мейса его команда смогла одержать несколько важных побед. «Джайент» в сезоне смогли дойти до Мировой серии, где встретились с «Нью-Йорк Янкис». В первой игре серии Мейс вместе с Хэнком Томпсоном и Монте Ирвином образовали первую в истории Мировых серий афро-американскую связку в аутфилде. В самой серии Уилли выступил не сильно удачно, а «Джайентс» проиграли «Янкис» в шести матчах.
После успешного сезона в МЛБ Мейс стал знаменитостью в Гарлеме. Он часто играл с детьми в городскую разновидность бейсбола и утверждалось, что Мейс мог выбить палкой от метлы резиновый мяч на расстояние в 300 футов.

#### Армия США (1952—1953)
Вскоре после завершения сезона 1951 года Мейс узнал, что его задрафтовали в армию США для участия в Корейской войне. Однако, он успел отыграть 34 игры в сезоне 1952 года. В последнем матче перед отправкой в армию его команда играла против своего главного соперника — «Доджерс». Несмотря на это, зрители удостоили Мейса аплодисментами.
Мейс прибыл в Форт-Юстис (штат Вирджиния) 29 мая. В армии Уилли в основном проводил время играя за местную бейсбольную команду вместе с другими бейсболистами, призванными на военную службу. Именно там он научился у Эла Фортунато «корзинной ловле». 1 марта 1954 году Мейс окончил военную службу и уже на следующий день прибыл в тренировочный лагерь «Джайентс».

### Смерть
Мейс умер от сердечной недостаточности в доме престарелых в Пало-Алто, Калифорния, 18 июня 2024 года. Ему было 93 года.

## Комментарии
1. ↑  Ловля, при которой ловушка располагается на высоте пояса, а не как при обычной ловле выше плеча.